# Anassibia (moglie di Nestore)
Anassibia (in greco antico: Ἀναξιβία?, Anaxibía) è un personaggio della mitologia greca, figlia di Cratieo e di Euridice e divenne la moglie del guerriero Nestore.

## Mitologia
Nestore una volta salito al potere a Pilo la sposò ed ebbero numerosi figli: Antiloco (che morì a Troia), Trasimede (che fu tra coloro che entrarono nel cavallo di legno), Echefrone, Stratio, Perseo (omonimo dell'eroe figlio di Zeus), Areto, Pisistrato (che Omero ci dice essere l'unico scapolo), Pisidice e Policasta (la più giovane).
Anassibia volle che Antiloco fosse esposto sin da neonato sul monte Ida, ma qui venne miracolosamente allattato da una cerbiatta.